# 세계 복싱 기구
세계복싱기구(World Boxing Organization, WBO)는 프로 복싱 세계 챔피언을 승인하는 단체의 하나이다.

## 연혁
- 1988년 WBA에서 독립.

## 하단 조직
- 북미 복싱 기구 (NABO)
- WBO 아시아 태평양
- WBO 인터콘티넨탈
- WBO 라틴 아메리카
- WBO 동양
- WBO 아프리카
- WBO 유럽